# Daewoo Racer/Cielo
El Daewoo Cielo, Racer, Nexia o LeMans, es un coche de la firma Daewoo,  fabricado durante el periodo entre 1986 y 2002, basado en el Opel Kadett alemán, con el que comparte su plataforma mecánica. Fue sustituido por el Daewoo Lanos en el 2003.

## Historia

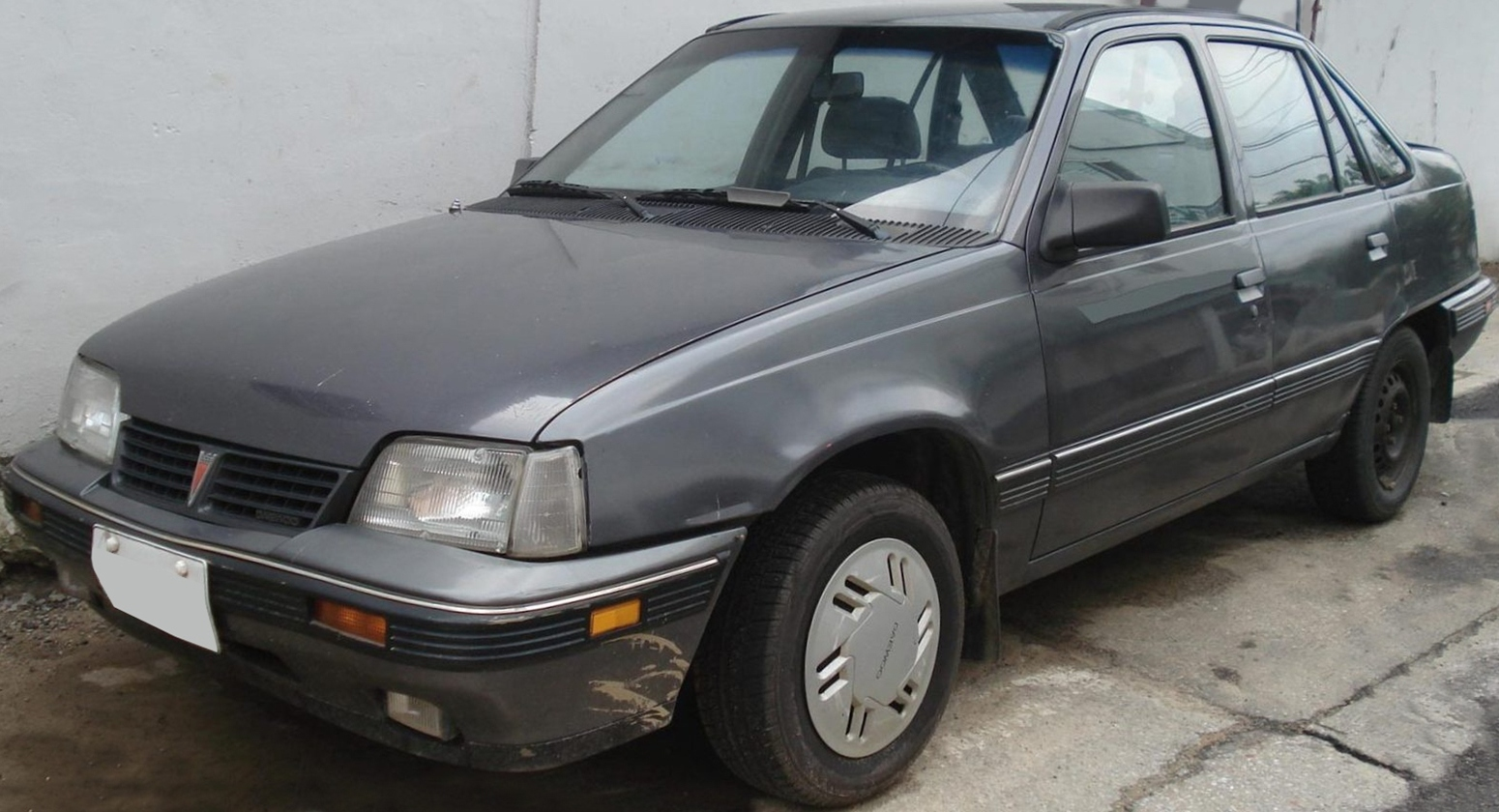
Vista delantera Daewoo Racer de cuatro plazas, modelo 1992.

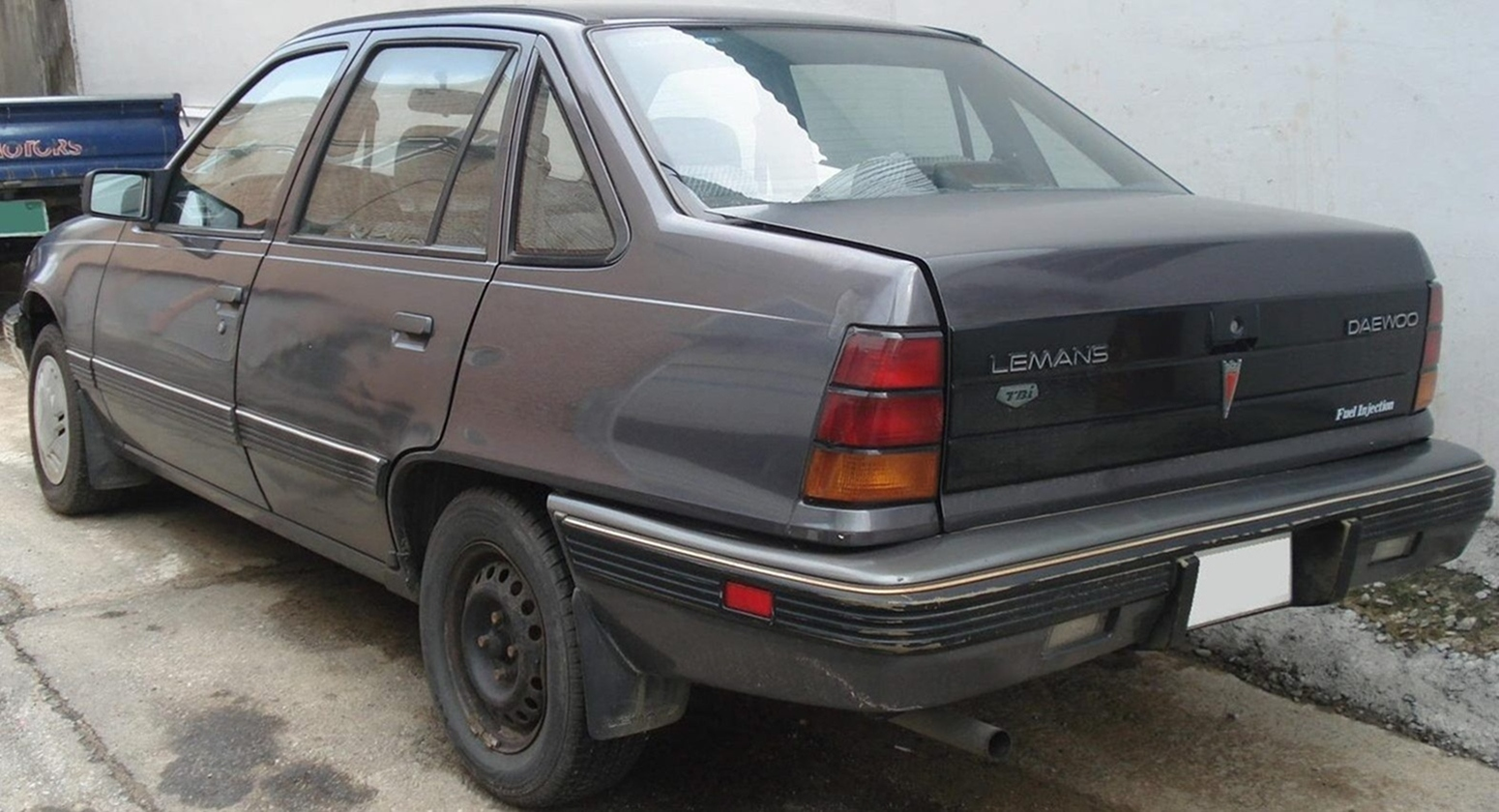
Vista trasera del Daewoo Racer de cuatro plazas, modelo 1992.

Su base, el Opel Kadett, se presentó en 1984 siendo el último compacto de Opel con este nombre, ya que su sustituto se denominaría Astra. Se caracterizaba por una línea más aerodinámica que sus predecesores.
A diferencia de lo ocurrido en la gama Kadett D, esta vez el número de carrocerías disponibles aumentó. Aparte de los hatchback de 3 o 5 puertas y la versión station wagon, también aparecería una variante sedán en 1984 y un cabrio con barra deslizable en 1987. Todas ellas fueron diseñadas y construidas en sus vehículos conceptuales por el diseñador italiano Bertone en Turín, Italia.
En 1985, el Kadett E fue nombrado Coche del Año en Europa. El tope de la nueva gama lo constituiría el Kadet E-GSI con motor 2.0, al que, en 1988 se le añadió una culata multiválvula, obteniendo el GSI 16v y 156 CV, variante en la cual los ingenieros surcoreanos se basarían para la construcción de sus coches.

## Variantes

### Primera Generación
El Daewoo Racer/Cielo y el Daewoo Espero, su predecesor, son una copia surcoreana del Opel Kadett hecha bajo licencia por la extinta firma Daewoo Motors, y fueron puestos a la venta desde julio del año 1986 hasta el año de 1997 en Corea del Sur, y hasta 1998 en otros mercados donde estuvo disponible. Era el primer coche pequeño de la marca Daewoo Motors, y el primero de la Daewoo Motor con tracción delantera en sus vehículos de pasajeros. 
Los modelos siguientes de la producción eran coches de líneas vigentes, dadas por el ingenioso diseño y las facilidades de producción de la Opel de Alemania. Su productor en Corea del Sur, la Daewoo, desarrolló una alianza con la GM de los Estados Unidos, la que a su vez era altamente responsable de la firma sur-coreana; una especie de alianza para la venta de sus coches en los mercados de Norteamérica y otras naciones. 
Sus rivales en aquel momento eran el Kia Pride y el Hyundai Excel. El nombre original del coche en el mercado surcoreano era el de Le Mans, y como prototipo era denominado Cha Cha. La ciudad de Le Mans, de donde se derivó su nombre, es una pequeña ciudad industrial en el oeste de Francia, donde tiene sede la famosa carrera de 24 horas del circuito de competición de Le Mans; el nombre del coche alude a la durabilidad y al alto rendimiento de los vehículos que toman parte en dicha carrera. El primer modelo era un hatchback de tres puertas, luego se comercializó una variante de cinco puertas hatchback (o Penta 5), lanzada en marzo de 1990. El fabricante surcoreano le hizo un profundo cambio en sus rasgos faciales en febrero de 1991. La denominación del vehículo se dejó a la elección de los distribuidores locales  en cada mercado.
Como el Kadett GSI, se distingue del resto de sus similares en las luces de cola, los faros y el diseño de su parrilla, mientras que los demás llevaban en un lado una luz de marcha atrás y en el otro el antiniebla trasero; estos llevan luces de diseño más agresivo, con una posición mucho más simétrica que los del Kadett. En su modelo base, el Kadett GSI, las luces traseras aunque tenían la misma forma llevaban dos luces de marcha atrás, una en cada lado del coche, y el antiniebla trasero en el lado izquierdo, incorporada a su vez en el parachoques trasero; las luces direccionales delanteras son translúcidas exteriormente con una caperuza color naranja como contra cubierta, y los para golpes son los mismos que se montan en los coches alemanes, aunque también son diferentes todas sus molduras tanto las laterales como la de los bómperes.

### Segunda Generación
Éste coche es un rediseño totalmente innovador del coche original, en el que se dejan motores de serie alemanes, hechos localmente en Corea del Sur pero con adaptaciones para cumplir con las normas de emisiones vigentes. La nueva serie de coches Le Mans tuvo un retoque de sus líneas en 1996 siendo integradas a su construcción elementos hechos en Corea del Sur, y posteriormente adaptados en el Le Mans Soprano, el modelo de base; a pesar de la producción concurrente con el modelo precedente, la que se terminó formalmente en febrero de 1997. Su cifra de producción llegó hasta las 516.099 unidades tras siete meses después de su salida al mercado, y luego llegaría hasta las 536.254 unidades. Luego sería reemplazado por el Daewoo Lanos; y a partir de dicha llegada se suspendió su fabricación. Desde éste punto los demás modelos derivados de su mecánica pasaron a ser producidos en las instalaciones de la planta de Daewoo en Uzbekistán, donde se han fabricado otros lotes similares, pero con motores ucranianos; hasta la fecha sin modificaciones significativas.

## Descripción
De serie llevaban luces antiniebla delanteras y un catalizador de gases de diseño alemán; aparte de que sus acabados eran mucho más económicos que los del coche original, éste a su vez era un equipamiento más frecuente en los Kadett GSI que en el resto de los derivados surcoreanos. Los Daewoo Racer GTI, STI, ETI,  fueron, en su mayoría los exportados; coches de carrocerías con 5 puertas, siendo las versiones de tres más comunes en Corea del Sur y Australia que en otros mercados, aunque; a excepción del LEMANS RTI con 16 válvulas, existían coches de 5 y 7 plazas, como la versión station wagon, que sólo se comercializó en Corea del Sur.

### Suspensión
La suspensión delantera es de tipo basculante Mc Pherson y en la trasera es de eje semirrígido, que es compuesta por dos brazos oscilantes unidos por un pin de seguro transversal.

### Frenos
Constan de un sistema de doble circuito en diagonal con servofreno, dispone de frenos de discos delanteros y de tambor en la parte trasera, aunque en la versión posterior del Racer se pueden encontrar algunos con discos de freno en las cuatro ruedas, a diferencia del kadett alemán en el que está basado.

## Especificaciones
- Longitud total (mm): 4260 (4 puertas SE) napa
- Ancho total (mm): 1.663
- Altura total (mm): 1.362
- Distancia entre ejes (mm): 2.520
- Ancho de los ejes (mm): 1,400
- Ancho de los ejes (mm, posterior): : 1,406
- Capacidad: 2 personas (Van) / 5 personas
- Transmisión:

- Automática (3 o 4 marchas, reversa incluida)
- Manual (4 o 5 marchas, reversa incluida o sumada)

- Tipo de tracción: tracción delantera

| Especificaciones                           | 1.5                                     |
| ------------------------------------------ | --------------------------------------- |
| Combustible                                | Gasolina                                |
| Cilindraje/Desplazamiento (cc)             | 1,498                                   |
| Par motor (ps/rpm)                         | 88/5,500                                |
| Toque máximo (kg*m/rpm)                    | 12.9/3,000                              |
| Consumo combustible en ciudad (l/km)       | 0.104 l/km (con caja de marchas manual) |
| Consumo de combustible en carretera (l/km) | 0.058 l/km (con caja de marchas manual) |